# Zombodze
Zombodze – inkhundla w dystrykcie Shiselweni w Królestwie Eswatini. 
Według spisu powszechnego ludności z 2007 roku, Zombodze miało powierzchnię 211 km² i zamieszkiwało je 16 067 mieszkańców. Dzieci i młodzież w wieku do 14 lat stanowiły ponad połowę populacji (8516 osób). W inkhundla znajdowało się wówczas siedem szkół podstawowych i jedna placówka medyczna.
W 2007 roku Zombodze dzieliło się, podobnie jak w 2020 roku, na cztery imiphakatsi: Bulekeni, Mampondweni, Ngwenyameni i Zombodze. W 2020 roku przedstawicielem inkhundla w Izbie Zgromadzeń Eswatini był Bhekani Kunene.